# يوسف سمعان السمعاني
يوسف سمعان السمعاني (بالسريانية: ܝܵܘܣܸܦ ܒܲܪ ܫܸܡܥܘܿܢ)(بالإيطالية: Giuseppe Simone Assemani) (27 أغسطس 1686 - 13 يناير 1768) كان أسقف سرياني وعلامة ماروني عرف بنشاطه بجمع وترجمة المخطوطات المسيحية السريانية في الشرق الأوسط كما كان أول مشرف على مكتبة الفاتيكان.

## سيرته
ولد السمعاني في 27 آب 1687 في حصرون بجبل لبنان، وأرسل في عمرو مبكر إلى الكلية المارونية بروما. رسم كاهنا سنة 1710 وارتحل إلى مصر وسوريا بحثا عن مخطوطات لضمها لمكتبة الفاتيكان. أرسله البابا كليمنت الثاني عشر ليترأس على المجمع البطريركي الماروني الذي عرف بالمجمع اللبناني وانعقد في دير سيدة اللويزة في العام 1736 الذي وضع أسس الكنيسة المارونية الحديثة.
عين كأول مشرف على مكتبة الفاتيكان سنة 1739 وكمكافأة لجهوده نصب رئيسا لأساقفة صور سنة 1766. توفي بروما في 13 كانون الثاني 1768.